# Eleonora Engleska, kastiljska kraljica
Eleonora Engleska (Domfront, Orne, 13. listopada 1162. — Burgos, 31. listopada 1214.) bila je kraljica Kastilje i Toleda, a rođena je kao princeza Engleske. Njezin je muž bio kralj Alfons VIII. Plemeniti. U Španjolskoj je znana kao Leonor Plantagenet ("Leonora Plantagenet") ili Leonor de Inglaterra ("Leonora Engleska").
Eleonora je bila kći engleskog kralja Henrika II. i Eleonore Akvitanske te je bila nazvana po majci. Bila je sestra kraljeva Rikarda i Ivana, vojvode Gotfrida i princeze Matilde. Robert od Torigni-sur-Virea bio joj je kum. Osobito se zanimao za nju te je zabilježio podatke o njoj.
Imala je 14 godina kad se udala za Alfonsa, kralja Kastilje. Brakom je postala moćna žena te je imala određenu kontrolu nad mužem. Rodilo im se mnogo djece.
Nakon što je Alfons preminuo 5. listopada 1214., Eleonora je bila toliko shrvana da nije mogla voditi pogreb te je uskoro i sama umrla.

## Djeca
- Berengarija Kastiljska, kraljica Leona
- Sančo
- Henrik (1182. – 1184.)
- Sanča
- Ferdinand
- Sančo?
- Uraka Kastiljska, kraljica Portugala
- Blanka Kastiljska
- Ferdinand Kastiljski (1189. – 1211.)
- Mafalda Kastiljska
- Konstancija
- Leonora Kastiljska (umrla 1244.)
- Henrik I., kralj Kastilje